# Kazuya Yamamura
Kazuya Yamamura (山村 和也, Yamamura Kazuya, Nagasaki, 2 december 1989) is een Japans voetballer die als middenvelder speelt bij Kawasaki Frontale.

## Clubcarrière
Yamamura tekende in 2012 bij Kashima Antlers.

## Japans voetbalelftal
Yamamura debuteerde in 2010 in het Japans nationaal elftal en speelde een interland.

## Statistieken
| Japans voetbalelftal | Japans voetbalelftal | Japans voetbalelftal |
| Jaar                 | Wed.                 | Dlp.                 |
| -------------------- | -------------------- | -------------------- |
| 2010                 | 1                    | 0                    |
| Totaal               | 1                    | 0                    |